# Gamás
Gamás je vas na Madžarskem, ki upravno spada pod podregijo Fonyódi Šomodske županije.